# 刘安节
刘安节（？—1116年），字元承，永嘉人，北宋文人、官員。
生年不详。少年寓居枫林东郊狮溪，後前往洛陽师事程颐，與從弟劉安上齊名，学者称之为“二劉”。元符三年（1100年）進士及第，初任诸暨县主簿、河东提学使幕僚，後升监察御史。歷官起居郎、太常寺少卿。後被宦官所诬，出知饶州（今江西鄱阳），後徙宣州（今安徽宣城），饶州百姓“遮留之”，大家流淚說：“吾州自范文正公而后，始见刘公。”政和六年春天，有大疫，五月自己亦染疾，病逝宣州任上。编有《伊川语录四》，與许景衡、周行己、戴述、赵霄、张辉等同称“永嘉元丰九先生”。